# Gottlob Friedrich Steinkopf

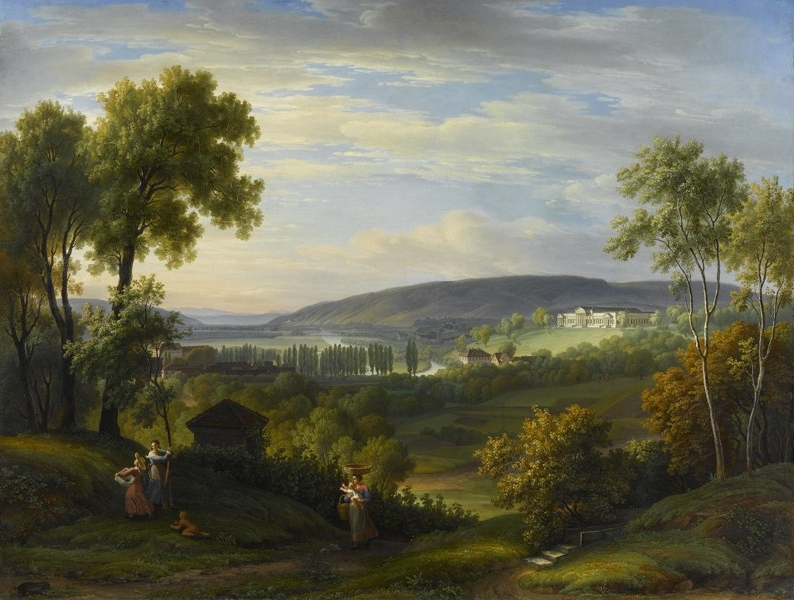
Blick auf Schloss Rosenstein und das Neckartal, Ölgemälde von Gottlob Friedrich Steinkopf, 1828.

Gottlob Friedrich Steinkopf (* 1. März 1779 in Stuttgart; † 20. Mai 1861 ebenda) war in der ersten Hälfte des 19. Jahrhunderts ein führender Landschaftsmaler des Schwäbischen Klassizismus (→Klassizismus).
Nach langjährigen Aufenthalten in Wien und Rom ließ er sich mit 42 Jahren in Stuttgart nieder, wo er auch als Professor und Vorstand der Kunstschule wirkte. Außer durch heroische und arkadische Landschaften wurde er besonders populär durch die großformatigen Neckarlandschaften, die er für König Wilhelm I. schuf.
„Zu seiner Zeit sehr geschätzt, inzwischen unterbewertet, beherrschte er die Spielarten der Landschaftsmalerei klassisch-heroischen bis idyllisch-arkadischen Charakters, wobei seinen späteren Wiedergaben der schwäbischen Heimat besondere Bedeutung zukommt.“ (Christian von Holst)

## Leben und Werk
Steinkopf wurde als fünftes von vierzehn Kindern geboren. Sein Vater war der Porzellan- und Tiermaler Johann Friedrich Steinkopf (1737–1825), der 1802 bis zu seiner Pensionierung 1817 württembergischer Hoftiermaler war. Seine Mutter war Katharina Barbara Betulius (1754–1816), eine Tochter des Antiquars Johann Christoph Betulius. Gottlob Friedrich Steinkopfs ältester Bruder Johann Friedrich Steinkopf (1771–1852) übernahm das Geschäft seines Großvaters Betulius und führte es unter seinem Namen weiter. Auf seinen Großvater und ihn gehen der Verlag J. F. Steinkopf und das Antiquariat Steinkopf in Stuttgart zurück.
Steinkopf besuchte das humanistische Stuttgarter Gymnasium illustre und erhielt den ersten Kunstunterricht von seinem Vater. Nach dem Abschluss der Schule begann er eine Ausbildung als Kupferstecher bei Johann Friedrich Leybold. Als dieser 1798 nach Wien umsiedelte, folgte ihm Steinkopf 1799 als Schüler und Hausgenosse. Zur Fortsetzung seiner Ausbildung besuchte er die Wiener Kunstakademie und wandte sich der Landschaftsmalerei zu.
1807 wurde Steinkopf bei einem Preisausschreiben des in Stuttgart erscheinenden Morgenblatts für gebildete Stände der zweite Preis in der Sparte Landschaftsmalerei zugesprochen. Karl Graß, ein Maler und Kunstkritiker, mit dem Steinkopf befreundet war, beschrieb das Werk im Morgenblatt als „ein liebliches Bild von mehr schönem als ernstem Charakter“. Auf Grund der besonderen Hochschätzung der Jury für Steinkopfs Leistung verdoppelte der Herausgeber des Morgenblatts Johann Friedrich Cotta das ausgesetzte Preisgeld.

### Rom

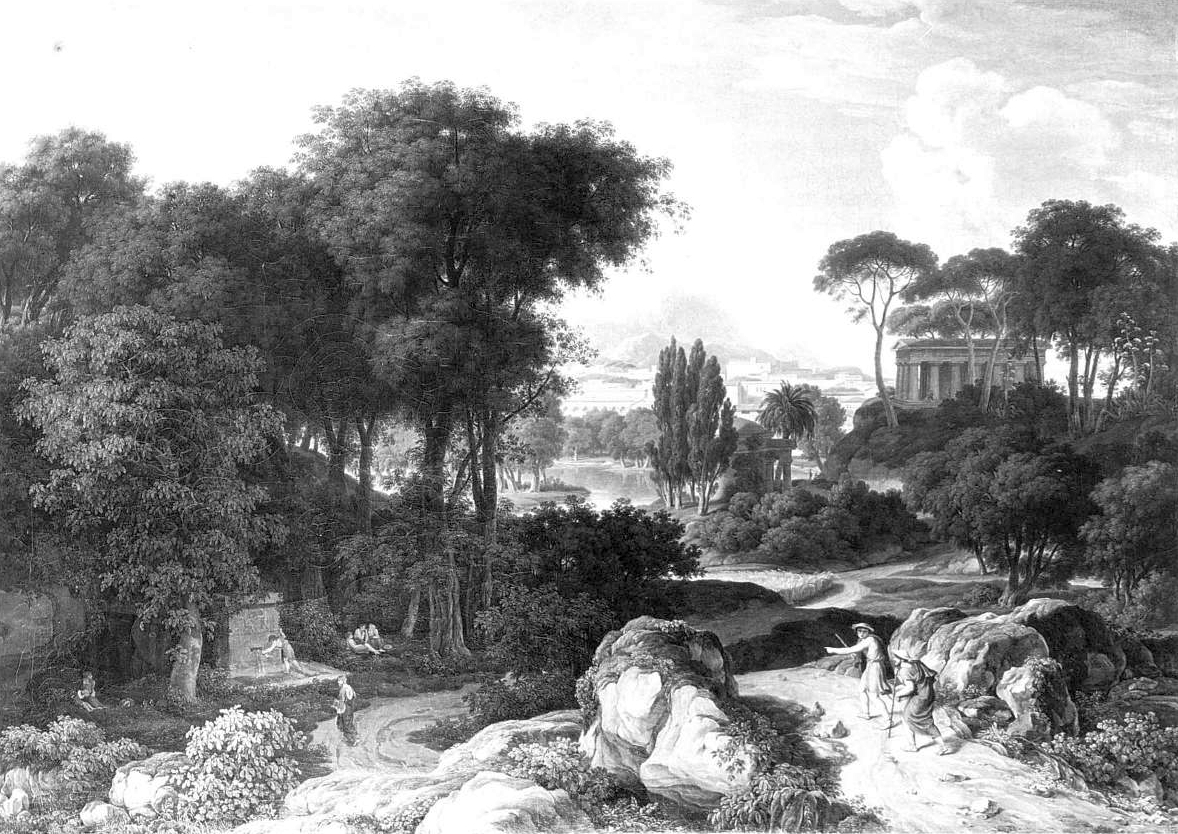
Griechische Ideallandschaft, 1809. Stich nach dem Gemälde „Flußlandschaft mit Aussicht auf das Meer“.

Mit dem Preisgeld von Cottas Morgenblatt konnte Steinkopf seine Italienreise finanzieren. Zusammen mit seinem Freund und Bruder seiner Frau, dem Maler und Kupferstecher Karl Jakob Theodor Leybold ging er nach Rom, wo er sich zwischen 1807 und 1814 aufhielt. Er verkehrte mit den klassizistischen Malern Johann Christian Reinhart, Gottlieb Schick und Joseph Anton Koch und schuf zwischen 1809 und 1813 eine Reihe von heroischen Landschaften, vor allem Ölgemälde (meist Großformate) und Zeichnungen.
Dem ersten in Rom entstandenen Werk von 1809, der „Flußlandschaft mit Aussicht auf das Meer“, widmete Karl Graß im Morgenblatt eine begeisterte Besprechung. Er lobte jedoch nicht die gelungene Verbindung zwischen der arkadischen Landschaft und der antikisierenden Kulisse, sondern den poetischen Charakter des Bildes. Besonders hob er hervor, dass Steinkopf nicht den großen Vorbildern Nicolas Poussin und Claude Lorrain nacheifere, sondern sich eigener Naturbeobachtung befleißige. Auch Steinkopfs übrige Werke, die er in Rom schuf, wurden von Karl Graß, der bereits 1814 in Rom verstarb, im Morgenblatt lobend besprochen. Seine römischen und auch spätere Werke fanden in Cotta einen „aufmunternden Käufer“.

### Wien
1814 ließ Steinkopf sich wieder in Wien nieder. Die dort entstandenen Kompositionen zeichnen sich durch größere Freiheit und Leichtigkeit aus, und an die Stelle dunkler Schattenmassen treten sonniges Licht und wärmere Farben. In der „Landschaft mit dem Eichbaum“ von 1820 dient Steinkopf zum ersten Mal die heimische deutsche Landschaft als Vorwurf.

### Stuttgart
Mit 42 Jahren siedelte Steinkopf 1821 nach Stuttgart über, wo er bis zu seinem Lebensende blieb und lange als der führende Künstler seines Faches galt. 1824 warf König Wilhelm I. eine Besoldung für Steinkopf aus, und als 1829 die Kunstschule gegründet wurde, erhielt er eine Anstellung als Lehrer für das Landschaftsfach. 1833 wurde er zum Professor ernannt und 1845 zum Vorstand der Kunstschule berufen. Seine Schüler waren unter anderen Louis Mayer, Theodor Schüz, Karl Ebert (1821–1885) und Emilie Reinbeck geb. Hartmann (1794–1846).
In den zwanziger Jahren schuf er in Stuttgart nochmals einige heroische Landschaften mit antiken und biblischen Motiven sowie einige italienisch inspirierte idyllisch-arkadische Landschaften. Die größte Popularität und Bewunderung errang Steinkopf in der zweiten Hälfte der zwanziger Jahre mit drei Neckarlandschaften, die König Wilhelm I. bei ihm in Auftrag gab. Die inhaltliche Mitte der Großformate nehmen drei königliche Neubauten ein, die Wilhelms Lieblingsarchitekt Giovanni Salucci errichtet hatte: die Grabkapelle auf dem Rotenberg, das Schloss Rosenstein und das Schlösschen Weil bei Esslingen.
Das erste der drei Gemälde (1825) beschwor die Erinnerung an die jungverstorbene Königin Katharina durch ihre von einer Lichtgloriole hinterfangene Grabkapelle auf dem Rotenberg. In dem zweiten Gemälde (1828) verwandelte Steinkopf das heimische Neckartal zu Füßen von Schloss Rosenstein unversehens in ein Stück schwäbisches Arkadien. Im letzten der drei Gemälde (1830) verklärte er die Wiesen und Weiden um das Schlösschen Weil zu einem Ort des Friedens, zu einer heiteren Pastorale. Fast alle Werke wurden von Ludwig Schorn und Gottlob Heinrich Rapp im Kunstblatt, einer Beilage des Morgenblatts, ausführlich und lobend besprochen.
Nach Christian von Holst „verstärkten sich in seinem Spätwerk auch vereinzelt romantisch-biedermeierliche Elemente und eine Freude an der gleichsam fromm empfundenen Heimat, wie in seinem Schwäbischen Frühling von 1839.“ 1854 wurde Steinkopf wegen Kränklichkeit in den Ruhestand versetzt. Er starb am 20. Mai 1861 in Stuttgart, wo er auf dem Hoppenlaufriedhof begraben wurde.

### Familie

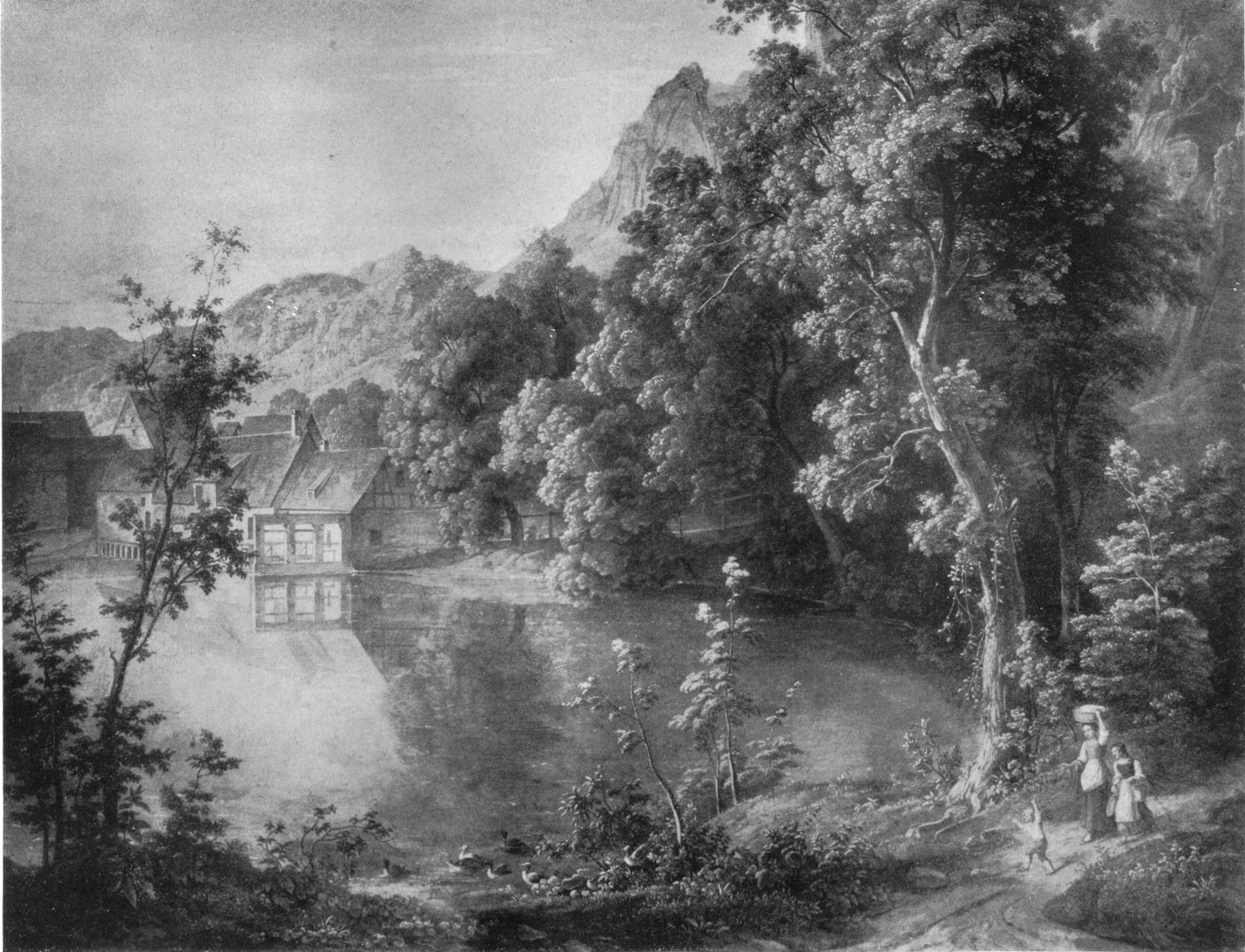
Julius Steinkopf: Der Blautopf, wohl um 1840 (Original in Farbe).

Steinkopf heiratete wahrscheinlich spätestens 1806 Friederike Leybold (1788–1827), die Tochter seines Lehrers Johann Friedrich Leybold. Aus der Ehe gingen drei Kinder hervor, von denen sich zwei wie ihr Vater der Malerei zuwendeten. Maria Hänel geb. Steinkopf (1806–1863) war Schülerin von Karl Jakob Theodor Leybold und wurde Porträt- und Landschaftsmalerin. Julius Steinkopf (1816–1892) ging bei seinem Vater in die Lehre und wurde Landschaftsmaler.

## Werkliste
Die Werke sind nach den Entstehungsorten geordnet.
Rom
- 1809: Flußlandschaft mit Aussicht auf das Meer, Ölgemälde.[25]
- 1810: Der Morgen eines Opferfestes, Ölgemälde.[26]
- 1812: Rückkehr von der Löwenjagd, Ölgemälde.[27]
- um 1812/1814: Südliche Küstenlandschaft mit Arion auf dem Delphin, Ölgemälde.[28]
- 1813: Abendsegen in der Kapelle am Wege, Ölgemälde.[29]
- 1813: Landschaft mit der Flucht nach Ägypten, Zeichnung.[30]
- 1813: Chiron mit Achilles in einer Felsenhöhle mit Aussicht auf das Meer, Zeichnung.[31]

Wien
- 1820: Landschaft mit dem Eichbaum, Ölgemälde.[32]
- 1820: Landschaft mit Motiv aus dem Golf von Neapel, Ölgemälde.[33]
- 1821: Landschaft [am Ufer des Arno], Ölgemälde.[34]

Stuttgart
- 1821: Ulysses und Nausikaa, Ölgemälde.[35]
- 1822: Achilles und Chiron oder Heroische Landschaft mil der Erziehung Achills, Ölgemälde.[36]
- 1822: Abraham bewirtet die drei Engel vor seiner Hütte, Ölgemälde.[37]
- 1822: Italienische Weinlese, Ölgemälde.[38]
- 1823: Rückkehr von der Abendandacht, Ölgemälde.[39]
- 1823: Römische Campagnalandschaft (Blick von der Anhöhe bei Merino), Ölgemälde.[40]
- 1824: Der Sonntagabend im Gebirge, Ölgemälde.[41]
- 1825: Die Kapelle auf dem Rotenberg, Ölgemälde.[42]
- 1825: Die Kapelle auf dem Rotenberg, Aquarell.[43]
- 1828: Blick auf Schloss Rosenstein und das Neckartal, Ölgemälde.[44]
- 1830: Schloss und Gestüt Weil bei Esslingen, Ölgemälde.[45]
- 1833: Kleobis und Biton, Ölgemälde.[46]
- 1839: Schwäbischer Frühling, Ölgemälde.[47]
- 1841: Stuttgart mit der Jubiläumssäule, Ölgemälde.[48]
- 1843: Die elyseischen Gefilde, Ölgemälde.[49]

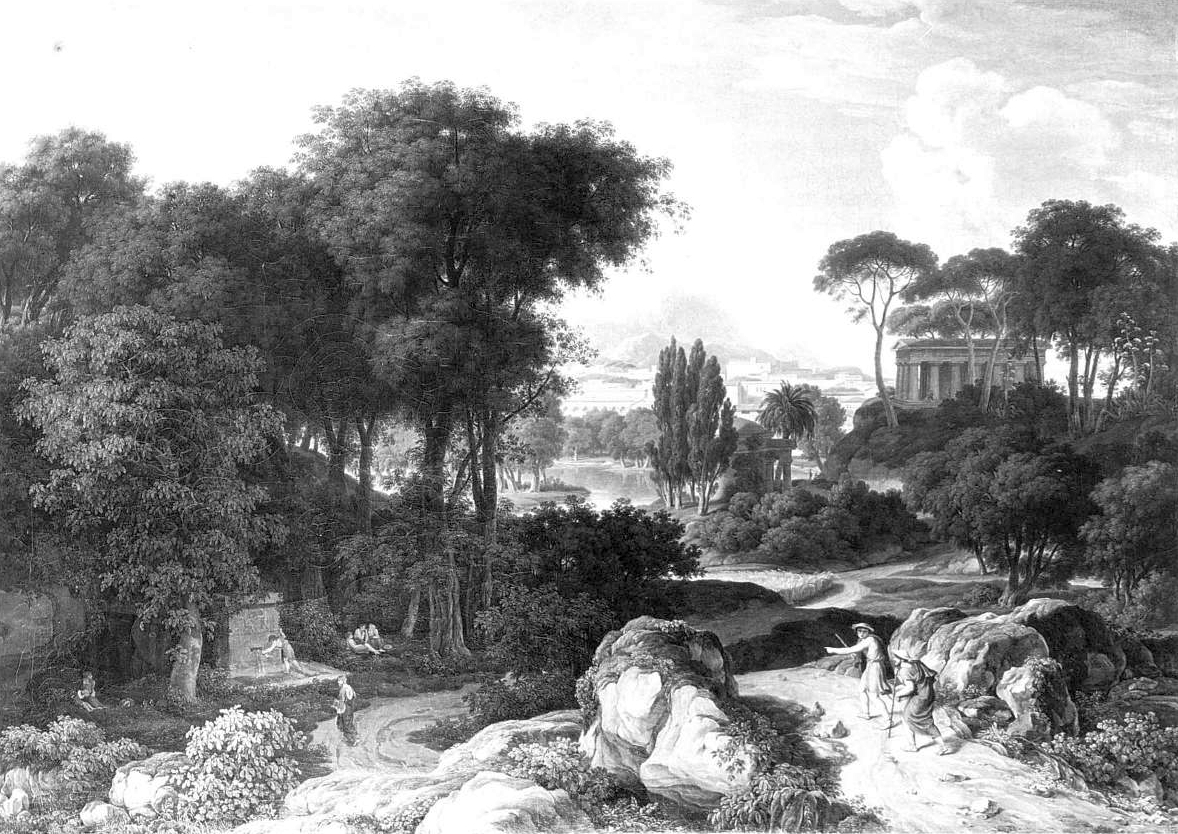
Griechische Ideallandschaft, 1809. Stich nach dem Gemälde „Flußlandschaft mit Aussicht auf das Meer“.
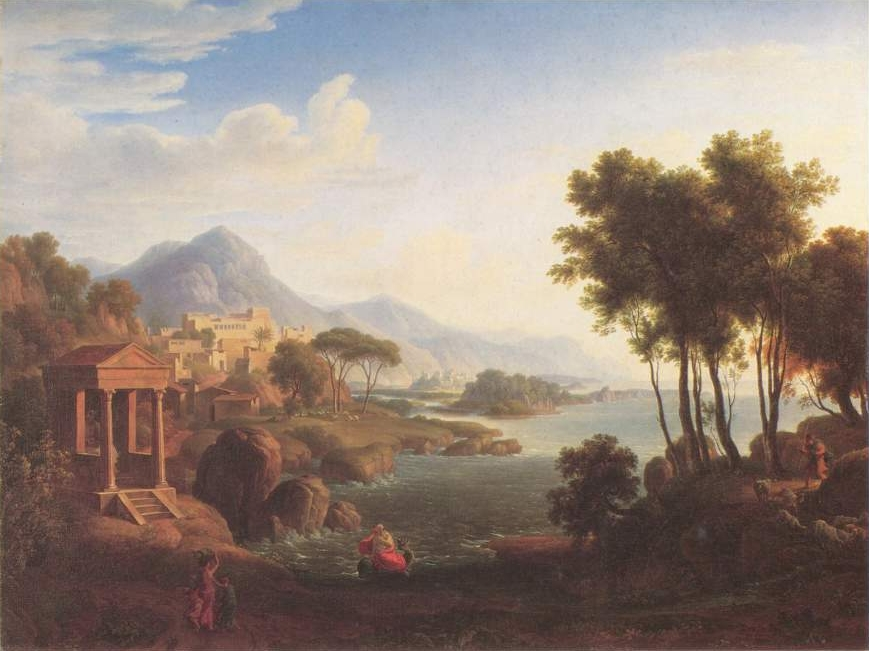
Südliche Küstenlandschaft mit Arion auf dem Delphin, um 1812/1814.
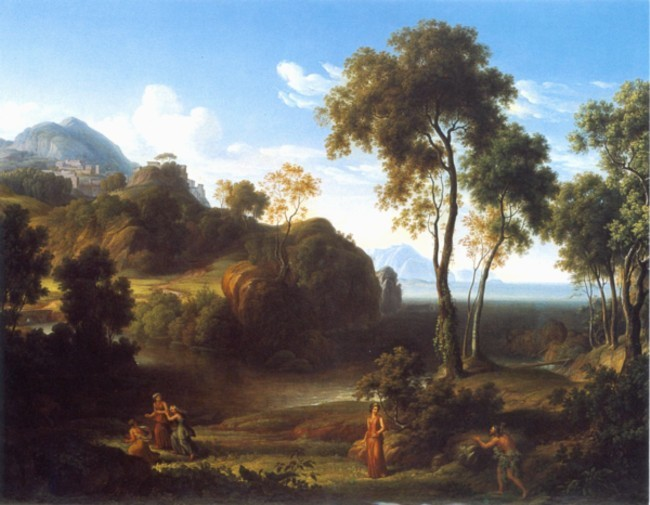
Ulysses vor Nausikaa nach seiner Ankunft auf der Phäakeninsel, 1821.
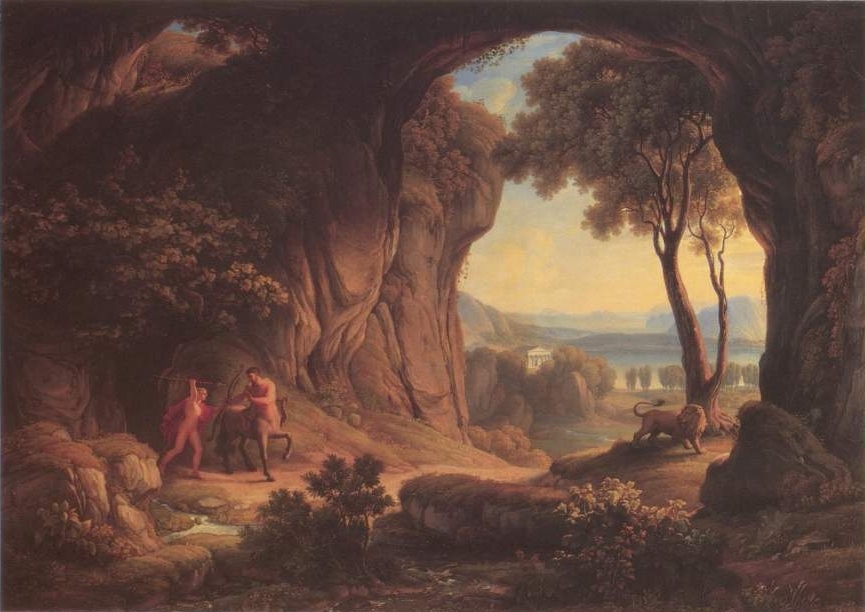
Heroische Landschaft mil der Erziehung Achills, 1822.
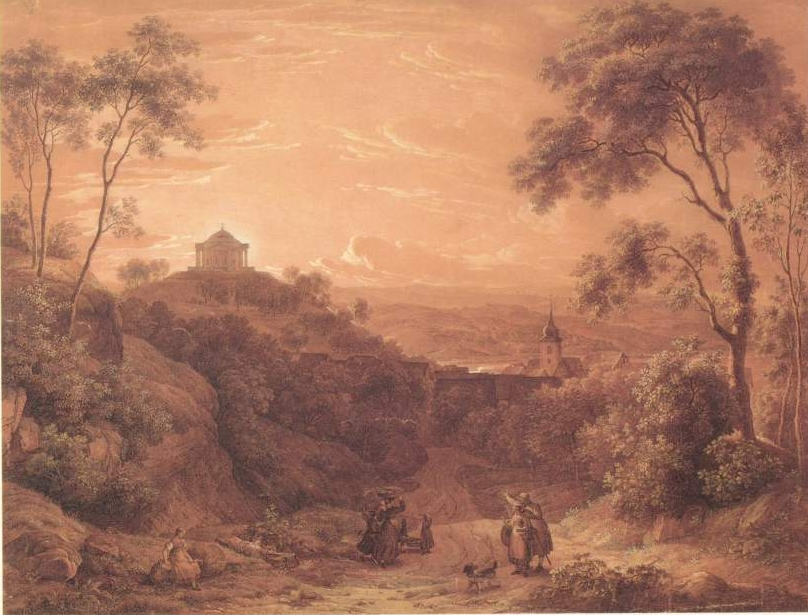
Die Kapelle auf dem Rotenberg, 1825 (Aquarell nach dem Ölgemälde).
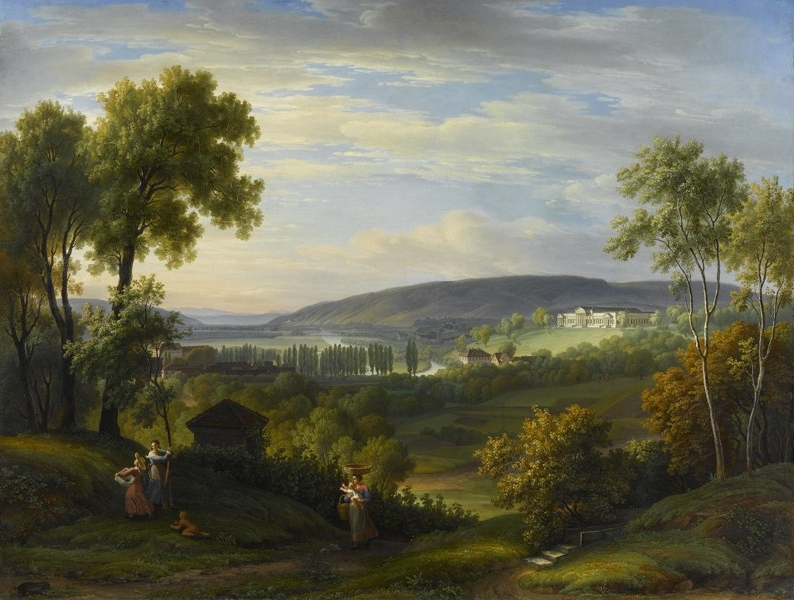
Blick auf Schloss Rosenstein und das Neckartal, 1828
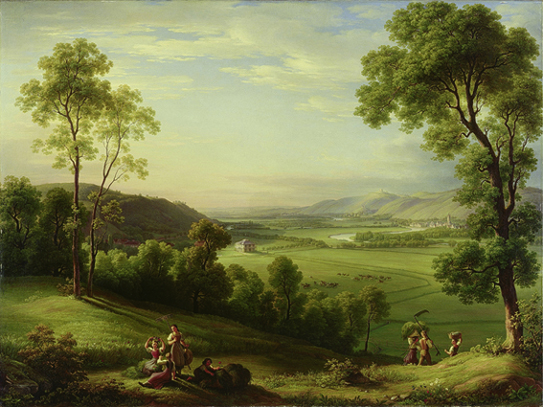
Schloss und Gestüt Weil bei Esslingen, 1830.
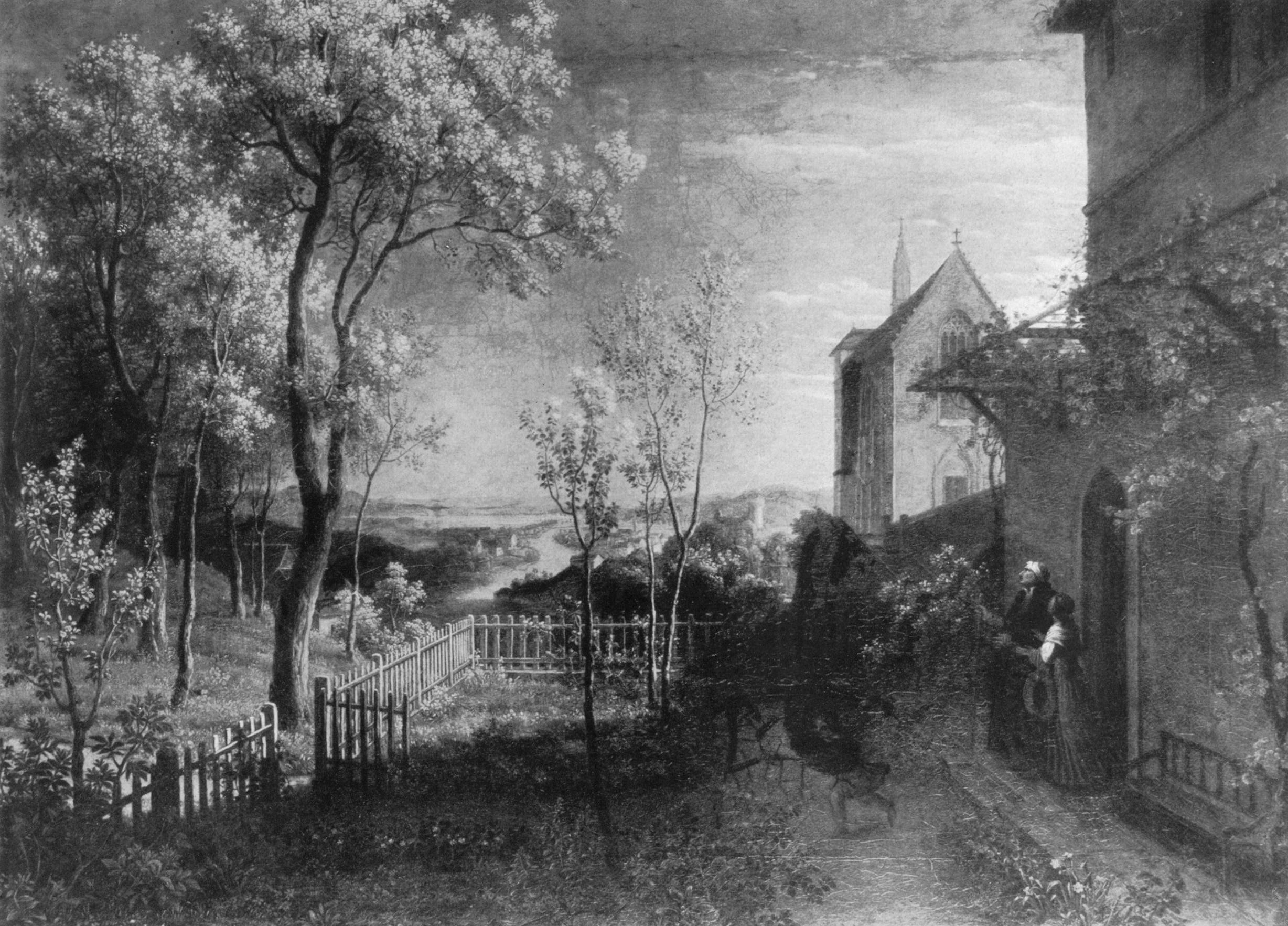
Schwäbischer Frühling, 1839 (farbiges Original).

## Mitgliedschaften und Ehrungen
- 1825: Königlich-Preußische Akademie der Künste.
- 1836: Wiener Akademie der Künste.
- 1853: Orden der Württembergischen Krone.[50]